# Kapelia
Kapelia – dawne kolonie Kapelia I i Kapelia II. Tereny, na których leżały, znajdują się obecnie na Białorusi, w obwodzie witebskim, w rejonie miorskim, w sielsowiecie Zaucie.

## Historia
W czasach zaborów w powiecie dzisieńskim, w guberni wileńskiej Imperium Rosyjskiego.
W latach 1921–1945 kolonie Kapelia I i Kapiela II leżały w Polsce, w województwie wileńskim, w powiecie dziśnieńskim, w gminie Mikołajów.
Powszechny Spis Ludności z 1921 roku podał łączne dane dotyczące miejscowości. Zamieszkiwało tu 10 osób, wszystkie były wyznania rzymskokatolickiego i zadeklarowały polską przynależność narodową. Były tu 2 budynki mieszkalne. W 1931 kolonię Kapelia I w 1 domu zamieszkiwało 8 osób, kolonię Kapelia II w 1 domu zamieszkiwało 5 osób.
Wierni należeli do parafii rzymskokatolickiej w Dziśnie. Miejscowość podlegała pod Sąd Grodzki w Dziśnie i Okręgowy w Wilnie; właściwy urząd pocztowy mieścił się w Mikołajowie Dziśnieńskim.